# خيراردو دييجو
خيراردو دييجو ثيندويا (بالإسبانية: Gerardo Diego) شاعر بارز وكاتب إسباني ينتمي لجيل 27، ولد في سانتاندير، كانتابريا، في 3 أكتوبر 1896. وفي سانتاندير، أدار اثنتين من أهم المجلات من ال27 لولا و كارمن. كان دييجو واحدا من المناصرين الأساسيين لشعر الطليعية الإسباني، وتحديدا للأولترايسمو والخلقية. في عام 1925 نال الجائزة الوطنية للآداب. قام بتطوير نسختين من المختارات الشعرية الشهيرة التي صدرت لمؤلفين من جيل 27. تناولت أعماله مواضيعا مثل الدفاع عن المتمردين والمتطوعين الثوررين للفرقة الزرقاء. وفي عام 1979، نال جائزة جائزة ثيربانتس. وتوفي في مدريد في 8 يوليو 1987.

## السيرة الذاتية
خيراردو دييجو ولد في الثالث من أكتوبر لعام 1896 بمدينة سانتاندير. كان طالبا بجامعة ديوستو حيث درس الفلسفة والكتابة، وحيث عرف من سيصبح فيما بعد صديق جوهري في الحياة الأدبية خوان لارريا. وفي نهاية المطاف، أصبح دكتورا في مدريد. ومنذ عام 1920 كان أستاذا جامعيا للغة والأدب بمعاهد سوريا، خيخون، سانتاندير ومدريد. وفي سانتاندير أدار اثنتين من أهم المجلات من ال27 لولا و كارمن. كان واحدا من المناصرين الأساسيين لشعر الطليعية الإسباني، وتحديدا للأولترايسمو و الخلقية. في عام 1925 نال الجائزة الوطنية للآداب.
قام بتطوير نسختين من المختارات الشعرية الشهيرة التي صدرت لمؤلفين من جيل 27. وكأستاذا أعطي دروسا ومؤتمرات للعالم كله. كان أيضا ناقدا أدبيا، موسيقيا، ومصارع بالإضافة لكونه كاتب في صحف مختلفة. تزوج في عام 1934، وفي العام التالي انتقل كمعلم إلى معهد سانتاندير. أكمل مهمته الشعرية بدراسته عن مواضيع مختلفة، اتجاهات، ومؤلفي الأدب الإسباني، بالإضافة لعملة كمحاضر ونقده الموسيقي البارز في مختلف الصحف.
اندلعت الحرب الأهلية عندما كان يقضي عطلته في سانترائي في فرنسا. بعكس الجزء الأكبر من أقرانه، خيراردو دييجو أخذ جانب الفرقة الوطنية، ومكث هناك في إسبانيا، حتي نهاية الحرب. وفي أثناء الحرب الأهلية وما بعدها؛ كانت أكثر الموضوعات التي تميزت بها أعمال دييجو هي القصائد السياسية للدفاع عن المتمردين والمتطوعين الصوررين للفرقة الزرقاء.
منذ عام 1947 كان عضوا في الأكاديمية الملكية الإسبانية. في عام 1979 نال جائزة جائزة ثيربانتس والتي ومن الغريب أن يتم منحها لشخصين في نفس العام (الفائز الآخر كان الأرجنتيني خورخي لويس بورخيس). توفي في الثامن من يوليو لعام 1987 عن عمر يناهي 90 عام.

## الشعر
ويمثل خيراردو الشاعر المثالي في جيل ال27 من حيث تناوبه ببراعة بين استخدام الشعر التقليدي وشعر الطليعية والتي أصبح بعد ذلك واحدا من أشهر دعاتها في فترة العشرينات. وبذلك فقد تميز إنتاجه الشعري بهذين الاتجاهين.
كما برز تأثير خيراردو دييجو في هيئات أخرى ذات صلة أيضا بالمجال الوطني كما المحلي. برز من بين مؤيديه الشاعر من شمال إسبانيا (ماتيلدي كاموس)الذي كان معلما بمعهد سانتا كلارا في سانتاندير. وفي عام 1969، قام خيراردو دييجو بإرسال قصيدة أغنية الجماهير الشعرية لتكون تمهيدا لكتاب الأول لماتيدي كاموس والذي يحمل اسم أصوات والذي عرف في المجمع الأدبي في مدريد. ولاحقا تم نشر المراسلات التي دارت بينه وبين ماتيدي كاموس.
وقد تضمن شعره الكلاسيكي قصائد قصيرة ذات نمط تقليدي وإتباع لقواعد الكلاسيكية، حيث لجأ لتكرار الرومانس العاشرة والسونتية (قصيدة من 14 بيت). وتناول الموضوعات شديدة التنوع مثل المناظر الطبيعية، الدين، الموسيقي، الثيران، الحب، إلخ. ما يملكه هو ما يعتبر للكثيرين أفضل سونيت في الأدب الإسباني.

## روابط خارجية
- خيراردو دييجو على موقع الموسوعة البريطانية (الإنجليزية)
- خيراردو دييجو على موقع ميوزك برينز (الإنجليزية)